# Explosion du 21 janvier 2021 à Abbalagere
L'explosion du 21 janvier 2021 à Abbalagere est une explosion survenue le 21 janvier 2021 à 22 h 30 heure locale lorsqu'un camion transportant des bâtons de gélatine explosive a explosé dans une installation de broyage de blocs à Abbalagere (en), dans le district de Shimoga, dans l'état du Karnataka, en Inde. Les secousses provoquées par l'explosion ont été ressenties dans les districts de Shimoga, de Chickmagalur et de Davanagere. Huit personnes ont été tuées. Des témoins oculaires ont rapporté des vitres cassées et des routes fissurées. Les secousses ont été initialement confondues avec un tremblement de terre, mais les géologues ont exclu cette possibilité.
Narendra Modi, Premier ministre indien, et Rahul Gandhi, président du Congrès national indien, ont exprimé leurs condoléances sur Twitter, Modi déclarant qu'il était "peiné par la perte de vies" et Gandhi qualifiant l'incident de "tragique". Le même jour, BS Yediyurappa (en), ministre en chef du Karnataka, a ordonné une enquête sur l'explosion.